# Rhapis
Genre
Classification phylogénétique
Espèces de rang inférieur
- Rhapis evansii
- Rhapis excelsa
- Rhapis gracilis
- Rhapis humilis
- Rhapis kebangensis
- Rhapis laosensis subsp. laosensis
- Rhapis laosensis subsp. macrantha
- Rhapis micrantha
- Rhapis puhuongensis
- Rhapis robusta
- Rhapis subtilis subsp. siamensis
- Rhapis subtilis subsp. subtilis
- Rhapis vidalii

Rhapis est un genre de petits palmiers (Arecaceae) natif de l'Asie du sud-est, du sud de la Chine à la péninsule indochinoise
. Il fait partie de la sous-famille des Coryphoideae.

## Caractéristiques
Les Rhapis sont généralement nain ou de petite taille, avec des feuilles palmées, divisées à leur base, comme les doigts d'une main, portés par un pétiole non denté. Les stipes sont minces et élancés, recouvert d'un lacis de fibres marron, vestige de la base des feuilles au moins à la base des pétioles, voire sur tout le stipe. Ils poussent en touffe de plusieurs stipes bambusiformes.

## Floraison et fructification
Les rhapis sont dioïque. Les fleurs mâles et femelles sont portés sur des individus séparés. Elles sont de couleur vert-jaune. Les fruits sont de petites baies.

## Culture et utilisation
Ces palmiers non rustiques, de climat chaud et humide, sont utilisés en horticulture, notamment Rhapis excelsa et Rhapis humilis , qui sont particulièrement courants comme plantes d'intérieur de par leur faible besoin en lumière et leur pousse lente peu envahissante.

## Liste d'espèces

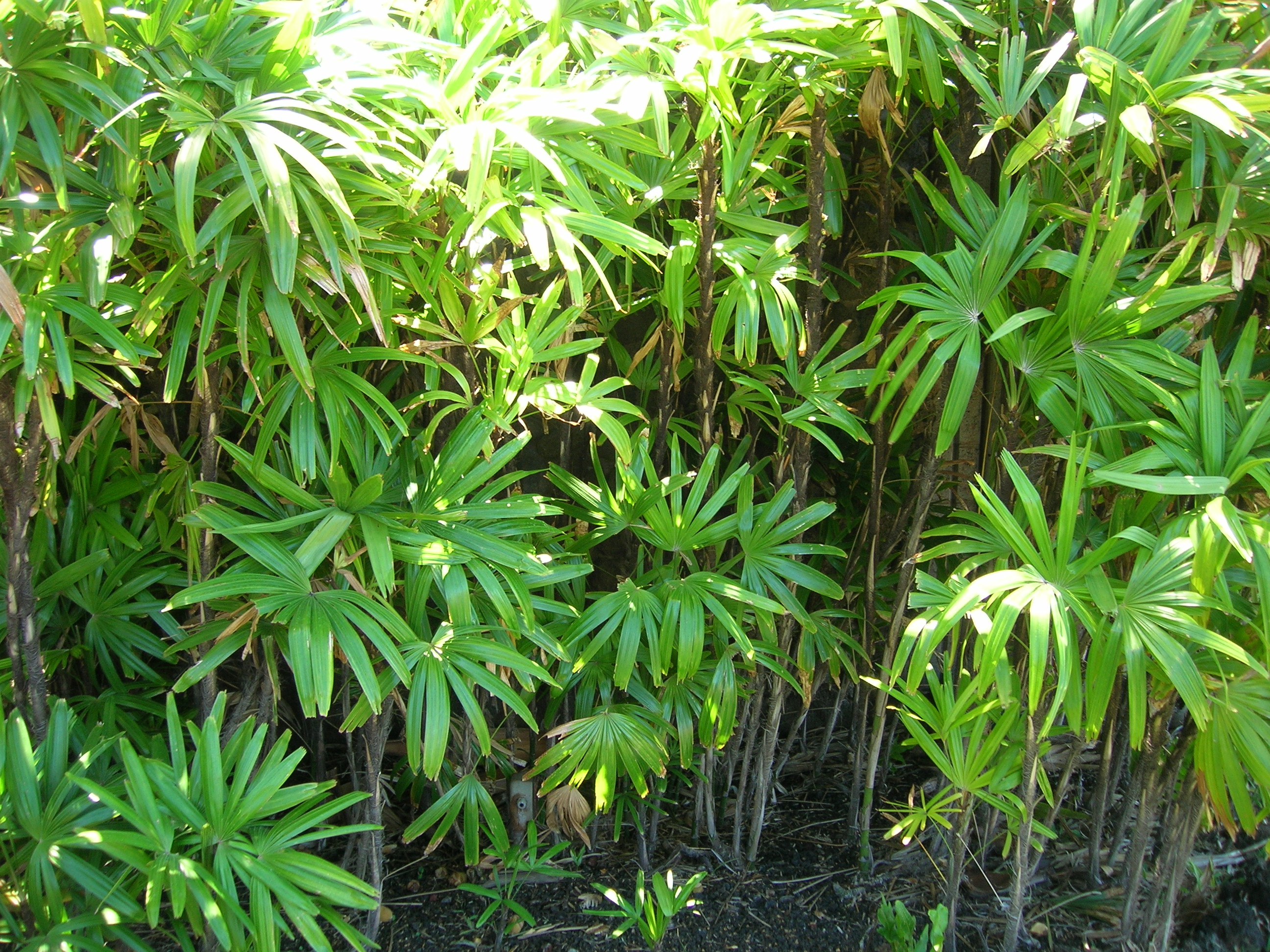
Rhapis excelsa

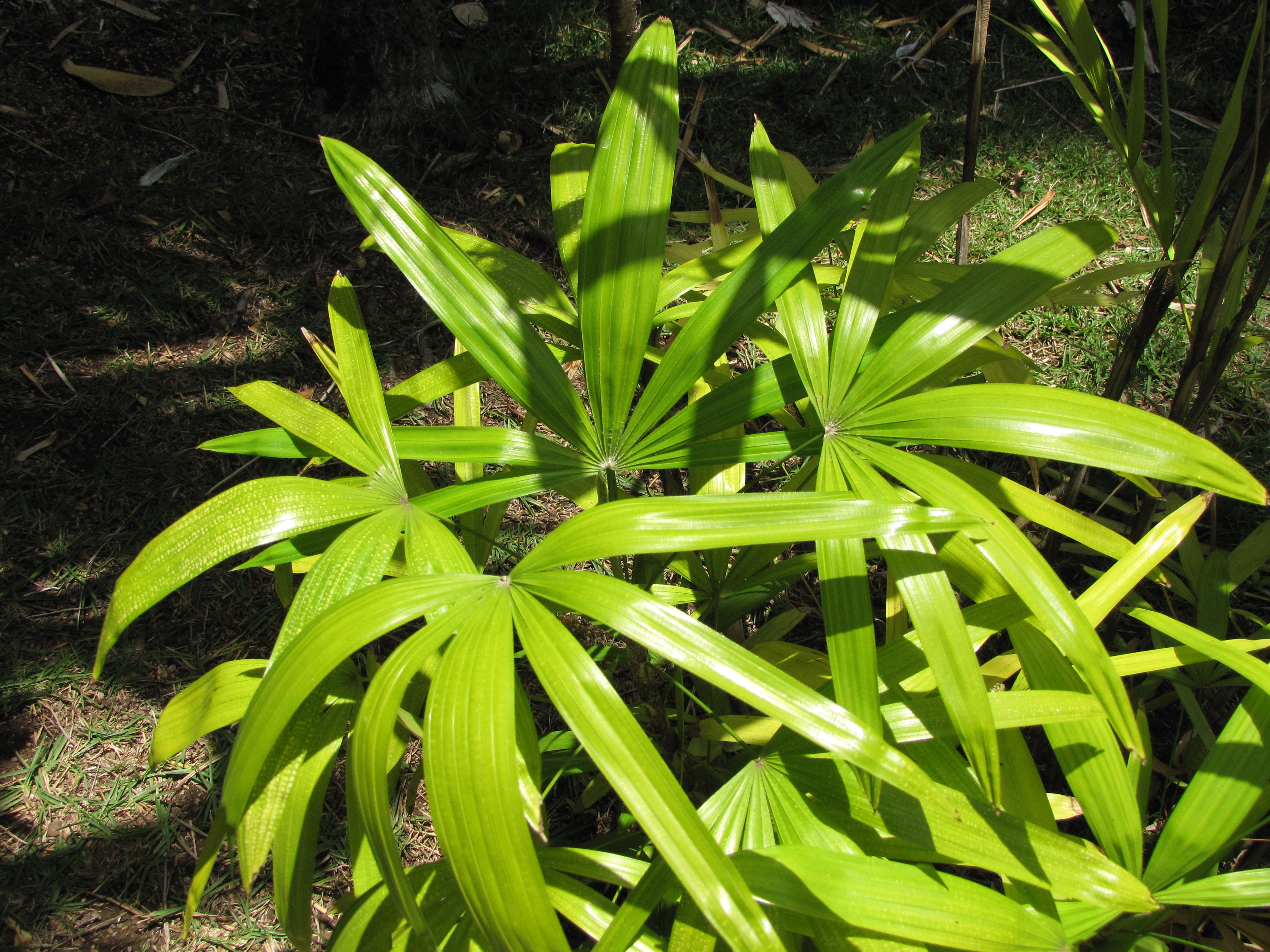
Rhapis subtilis

Le genre RhapisL.f. ex Aiton est placé dans la famille des Arecaceae dans la sous-famille Coryphoideae, la Tribu Trachycarpeae et la sous-tribu Rhapidinae. La Monophylie du genre n’a pas encore très bien été étudiée. Le groupe frère est probablement Guihaia. Selon Plants of the World Online  des Jardins botaniques royaux de Kew, les espèces suivantes sont reconnues :
- Rhapis evansii A.J.Hend.  : Espèce décrite pour la première fois en 2016 est présente au Laos[4].
- Rhapis excelsa  (Thunb.) A.Henry : Dans le sud de la Chine et du nord jusqu’au centre du Vietnam.
- Rhapis gracilis Burret: Du sud-est de la Chine du Vietnam.
- Rhapis humilis Blume (Syn.: Rhapis multifida Burret) : Originaire, en Chine, des provinces du sud-est du Yunnan, du Guizhou et du Guangxi[4] .
- Rhapis kebangensis A.J.Hend. : Espèce décrite pour la première fois en 2016 est présente au Vietnam[4].
- Rhapis laosensis Becc. : Avec deux sous-espèces[4]: 
  - Rhapis laosensis subsp. laosensis: Que l’on trouve dans le nord-est de la Thaïlande et au Laos[4].
  - Rhapis laosensis subsp. macrantha ( Gagnep.) A.J.Hend. : Que l’on trouve dans le nord et le centre du Vietnam[4].
- Rhapis micrantha Becc. : On le trouve au Laos et au nord-ouest du Vietnam.
- Rhapis puhuongensis M.S.Trudgen, T.P.Anh & A.J.Hend.  : L’espèce, décrite pour la première fois en 2008, n’est présente qu’au Vietnam.
- Rhapis robusta Burret : En chine au Guangxi et au nord du Vietnam.
- Rhapis subtilis Becc.   (Syn.:Rhapis siamensis Hodel ) : En Thaïlande, au Cambodge, au Laos et en Sumatra. Avec deux sous-espèces[4]: 
  - Rhapis subtilis subsp. siamensis ( Hodel) A.J.Hend.  : On le trouve en Thaïlande et dans l’ouest de Sumatra[4].
  - Rhapis subtilis subsp. subtilis: On le trouve en Thaïlande, au Laos et au Cambodge[4].
- Rhapis vidalii Aver., T.H.Nguyên & P.K.Lôc : L’espèce, décrite pour la première fois en 2006, n’est présente que dans le nord du Vietnam[4].

Cette espèce  n’est maintenant plus dans ce genre : 
- Rhapis cochinchinensis ( Lour.) Mart. => Livistona saribus ( Lour.) Merr. ex A.Chev.[5]

## Classification
- Famille : Arecaceae
  - Sous-famille : Coryphoideae
    - Tribu : Trachycarpeae
      - Sous-tribu : Rhapidinae

Le genre Rhapis partage sa sous-tribu avec cinq autres genres :  Chamaerops, Guihaia,Trachycarpus , Rhapidophyllum, Maxburretia.